# Chorthippus plotnikovi
Chorthippus plotnikovi är en insektsart som beskrevs av Umnov 1931. Chorthippus plotnikovi ingår i släktet Chorthippus och familjen gräshoppor.

## Underarter
Arten delas in i följande underarter:
- C. p. plotnikovi
- C. p. viriatus